# Peter Slabbynck
Peter Slabbynck (Brugge, 8 mei 1962) is een Belgische zanger, voornamelijk bekend van Red Zebra en De Lama's.

## Biografie
Peter Slabbynck zette zijn eerste muzikale stappen omstreeks 1978 met de The Bungalows. De line-up vertoonde veel gelijkenissen met het latere Red Zebra, enkel Hazy en Johan Isselée deden nog niet mee. In 1980 nam de band deel aan Humo's Rock Rally en behaalde een finaleplaats, niet veel later brachten ze hun debuutsingle en grootste succes I Can't Live in a Living Room uit.  Een jaar later (1981) bracht de groep haar eerste mini-album Bastogne uit. In 1983 volgde Maquis en in 1984 Always. Twee jaar later, in 1986, splitte Red Zebra.
Het was een tijdlang stil rond Peter Slabbynck, maar in 1993 keerde hij terug naar het podium met de De Lama's. De groep bestond verder uit onder andere Kloot Per W, Mies Meulders en Karel Theys. De band viel echter snel uiteen daar de meeste leden nog in andere bands actief waren en hun nummers omwille van de teksten niet altijd opgepikt werden door de radio. 
Niet veel later, na enkele succesvolle reünieconcerten volgde een nieuw Red Zebra-album A Red Zebra Is Not a Dead Zebra ('94) en was de groep weer op track. In 1997 volgde Mimicry. Na de verkiezingen van 1999 was Slabbynck zelfs even woordvoerder van de Vlaamse minister van Cultuur, Stedelijk- en Jeugdbeleid Bert Anciaux. Na enkele maanden hield hij deze functie voor bekeken om keerde terug naar zijn oude job als copywriter. In 2001 volgde een nieuw album Last Band Standing, een jaar later (2002) volgde Don't Put Your Head in a Bucket, in 2004 Kookaburra en ten slotte Eighties in 2008. 
In 2006 liet hij opnieuw politiek van zich horen en richtte De Brugse Stadsguerrilla op, uit onvrede met het nieuwe stadsbestuur van Brugge. In december veranderde hij echter het geweer van schouder en richtte Brugs Actie Front (BAF) op. Deze solo-organisatie stelde zich als doel kritisch en ludiek op de actualiteit in te spelen.
Begin december 2010 kwam het opnieuw tot een split binnen de groep, waarop Slabbynck nieuwe bandleden voor Red Zebra rekruteerde. In 2011 bracht deze "nieuwe" Red Zebra het nummer No kitchen in the House uit. Het nummer was een compositie van Fred Angst (bekend van o.a. Aroma di Amore), de productie werd verzorgd door Mauro Pawlowski die tevens de drumpartij inspeelde. In de nieuwe band was onder meer Kloot Per W (De Lama's) actief.
In 2012 trad hij samen met Tine Vandenbussche op met het kindertheaterstuk De Windhond. Het stuk ging in première bij De Vieze Gasten te Gent.

## Discografie

### Singles
- Red Zebra - Innocent People (1980)
- Red Zebra - TV Activity (1981)
- Red Zebra - Lust (1982)
- Red Zebra - Polar Club (1983)
- De Lama's - Hier waken wij (1993)
- De Lama's - De ideale penis (1994)
- De Lama's - De penismixen (1994)
- De Lama's - Elke centimeter (1994)
- De Lama's - Breinstorm (1995)
- Red Zebra - John Wayne (1997)
- Red Zebra - Sanitized for Your Protection (1997)
- De Lama's - Miljoenen kalkoenen (1999)
- Red Zebra - Spit on the City (2004)
- Red Zebra - I Can't Live in a Living Room (2011)[4]
- Red Zebra - No Kitchen in the House (2011)
- EX-RZ - Benquars Will Never Be Beggars (2014)

### Albums
- Red Zebra - Bastogne (1981)
- Red Zebra - Maquis (1983)
- Red Zebra - Always (1984)
- De Lama's - Blijf Binnen, Laatste Woorden, Grootste Fan (1993)
- De Lama's - Edele Delen (1994)
- Red Zebra - A Red Zebra Is Not a Dead Zebra (1994)
- Red Zebra - Mimicry (1997)
- Red Zebra - Last Band Standing (2001)
- Red Zebra - Don't Put Your Head in a Bucket (2002)
- Red Zebra - Kookaburra (2004)
- Red Zebra - Live in Front of a Nation (2008)
- Red Zebra - Eighties (2008)

### Compilaties
- Red Zebra - From Ape to Zebra (1992)
- Red Zebra - The Art of Conversation (2002)[5][6]

## Publicaties
- Het neusje van Paulien (1998, Davidsfonds, Leuven, ISBN 978-9065658395)[7]
- De bolletjestrui (1999, Allmedia,  ISBN 978-9065659156)[8]
- Het huis in het midden van de straat (2002, Davidsfonds, Leuven, ISBN 978-9059080140)[9]

- International Standard Name Identifier: 0000 0003 6916 9325
- MusicBrainz: bc9bb71d-1586-42ce-ab90-ff4d00db891c
- Nederlandse Thesaurus van Auteursnamen: 168320118
- Système universitaire de documentation: 160337747
- Virtual International Authority File: 20511575
- WorldCat: E39PBJd88rYtxTmcMHkCbpRBT3